# Sebastián Prieto
Pour les articles homonymes, voir Prieto.
Sebastián Prieto, né le 19 mai 1975 à Buenos Aires, est un joueur puis entraîneur de tennis argentin, professionnel de 1996 à 2011.

## Carrière
Partenaire de Mariano Hood puis José Acasuso, Sebastián Prieto s'est spécialisé dans le double en 2004 et a remporté 10 tournois ATP dont trois fois l'Open du Chili et 17 tournois Challenger.
Classé à la 137e place en simple début 1998, il a connu une honnête carrière en simple, atteignant le 3e tour Masters de Miami en 1998 où il remplaçait Michael Chang et remportant trois tournois Challenger à Santiago, Séville et Brasilia entre 1998 et 2001.
Il compte cinq sélections en équipe d'Argentine de Coupe Davis et a notamment participé au premier tour du groupe mondial en 2007 contre l'Autriche.
Après avoir travaillé comme entraîneur de Juan Mónaco et Diego Schwartzman, il fait partie du staff de Juan Martín del Potro depuis août 2017.

## Palmarès
| 10 titres en double | 0 G. Chelem | 0 G. Chelem | 0 G. Chelem | 0 G. Chelem | 0 Masters | 0 Masters | 0 Masters   | 0 Masters   | 0 Masters 1000 | 0 Masters 1000 | 0 Masters 1000 | 0 Masters 1000 | 1 ATP 500           | 1 ATP 500           | 1 ATP 500           | 1 ATP 500           | 9 ATP 250           | 9 ATP 250           | 9 ATP 250      | 9 ATP 250      | 0 JO           | 0 JO           | 0 JO           | 0 JO           |
| 10 titres en double | 0 sur dur   | 0 sur dur   | 0 sur dur   | 0 sur dur   | 0 sur dur | 0 sur dur | 0 sur gazon | 0 sur gazon | 0 sur gazon    | 0 sur gazon    | 0 sur gazon    | 0 sur gazon    | 10 sur terre battue | 10 sur terre battue | 10 sur terre battue | 10 sur terre battue | 10 sur terre battue | 10 sur terre battue | 0 sur moquette | 0 sur moquette | 0 sur moquette | 0 sur moquette | 0 sur moquette | 0 sur moquette |

## Parcours dans les tournois duGrand Chelem

### En simple
N'a jamais participé à un tableau final.

### En double
| Année | Open d'Australie            | Open d'Australie           | Internationaux de France    | Internationaux de France    | Wimbledon                   | Wimbledon               | US Open                    | US Open                   |
| ----- | --------------------------- | -------------------------- | --------------------------- | --------------------------- | --------------------------- | ----------------------- | -------------------------- | ------------------------- |
| 1998  | —                           | —                          | 1/8 de finale M. Hood       | P. Galbraith B. Steven      | 1er tour (1/32) M. Hood     | P. Albano N. Lapentti   | 1er tour (1/32) M. Hood    | F. Bergh P. Nyborg        |
| 1999  | 1er tour (1/32) M. Hood     | S. Draper L. Hewitt        | 1/8 de finale M. Hood       | W. Arthurs A. Kratzmann     | 1er tour (1/32) M. Hood     | S. Lareau A. O'Brien    | 2e tour (1/16) M. Hood     | J. Novák D. Rikl          |
| 2000  | 1er tour (1/32) M. Hood     | S. Aspelin J. Landsberg    | 1er tour (1/32) M. Hood     | J. Oncins D. Orsanic        | 1er tour (1/32) M. Hood     | M. Bhupathi D. Prinosil | 2e tour (1/16) G. Etlis    | B. Bryan M. Bryan         |
| 2001  | —                           | —                          | 1er tour (1/32) M. Hood     | J. Björkman T. Woodbridge   | —                           | —                       | 1er tour (1/32) M. Hood    | D. Hrbatý V. Voltchkov    |
| 2002  | 1er tour (1/32) D. Orsanic  | B. Black S. Schalken       | 1/8 de finale M. Hood       | M. Knowles D. Nestor        | —                           | —                       | 1er tour (1/32) M. Hood    | A. Hadad A.-U.-H. Qureshi |
| 2003  | 1er tour (1/32) M. Youzhny  | B. Bryan M. Bryan          | 1/4 de finale M. Bertolini  | B. Bryan M. Bryan           | 2e tour (1/16) J. Kerr      | G. Lapentti N. Lapentti | 1/8 de finale J. Thomas    | M. Damm C. Suk            |
| 2004  | 2e tour (1/16) M. García    | B. Bryan M. Bryan          | 2e tour (1/16) M. Hood      | X. Malisse O. Rochus        | 2e tour (1/16) M. Hood      | J.-F. Bachelot A. Pavel | 1er tour (1/32) M. García  | M. Bhupathi M. Mirnyi     |
| 2005  | 2e tour (1/16) J. I. Chela  | J. Blake M. Fish           | 1er tour (1/32) J. Kerr     | N. Devilder M. Gicquel      | 1er tour (1/32) R. Koenig   | M. Knowles M. Llodra    | 2e tour (1/16) J. Acasuso  | P. Goldstein J. Thomas    |
| 2006  | 1/8 de finale J. Acasuso    | J. Björkman M. Mirnyi      | 2e tour (1/16) J. Acasuso   | M. Bhupathi X. Malisse      | 1/8 de finale M. García     | J. Björkman M. Mirnyi   | 1er tour (1/32) J. Acasuso | O. Rochus K. Vliegen      |
| 2007  | 1er tour (1/32) M. García   | O. Rochus K. Vliegen       | 2e tour (1/16) M. García    | Ł. Kubot O. Marach          | 2e tour (1/16) M. García    | H. Levy R. Ram          | 1er tour (1/32) M. García  | N. Massú V. Spadea        |
| 2008  | —                           | —                          | 2e tour (1/16) J. Acasuso   | L. Dlouhý L. Paes           | 1er tour (1/32) Y. Allegro  | E. Butorac A. Fisher    | 1er tour (1/32) J. Acasuso | P. Cuevas L. Horna        |
| 2009  | 1er tour (1/32) M. Vassallo | I. Karlović J.-C. Scherrer | 1er tour (1/32) M. Vassallo | M. Fyrstenberg M. Matkowski | 1er tour (1/32) J. Acasuso  | M. Damm R. Lindstedt    | 1er tour (1/32) S. Roitman | M. Damm R. Lindstedt      |
| 2010  | 1er tour (1/32) J. Acasuso  | A. Montañés M. Vassallo    | 1er tour (1/32) K. Vliegen  | J. Erlich D. Sela           | 1er tour (1/32) M. González | M. Bhupathi M. Mirnyi   | —                          | —                         |

N.B. : le nom du ou de la partenaire se trouve sous le résultat ; le nom des ultimes adversaires se trouve à droite.

### En double mixte
| Année | Open d'Australie             | Open d'Australie           | Internationaux de France | Internationaux de France | Wimbledon                 | Wimbledon              | US Open                           | US Open                     |
| ----- | ---------------------------- | -------------------------- | ------------------------ | ------------------------ | ------------------------- | ---------------------- | --------------------------------- | --------------------------- |
| 2004  |                              |                            |                          |                          |                           |                        | 1er tour (1/16) Conchita Martínez | Åsa Svensson Jonas Björkman |
| 2005  | 1er tour (1/16) Gisela Dulko | Conchita Martínez Andy Ram |                          |                          |                           |                        | -                                 | -                           |
| 2006  |                              |                            |                          |                          | 3e tour (1/8) F. Pennetta | S. Stosur Leander Paes | 1/4 de finale A. Medina Garrigues | Květa Peschke Martin Damm   |
| 2007  |                              |                            |                          |                          |                           |                        | 1er tour (1/16) V. Ruano Pascual  | Yan Zi Mark Knowles         |

N.B. : le nom de la partenaire se trouve sous le résultat ; le nom des ultimes adversaires se trouve à droite.